# Convento della Santissima Trinità alla Selva
Il convento della Santissima Trinità alla Selva si trova nei pressi della frazione di Selva nel comune di Santa Fiora (provincia di Grosseto) lungo la strada provinciale 4, alle pendici del Monte Calvo. La chiesa, detta anche convento della Selva, si trova a quota 634 m s.l.m.

## Storia
Il grande complesso conventuale risale ad epoche diverse. La primitiva chiesetta, chiamata della Santissima Trinità nella Selva di Monte Calvo, fu edificata nel secolo XI e in seguito affiancata da un piccolo romitorio. Nel secolo XV, il dominio della zona passò dagli Aldobrandeschi agli Sforza, attraverso il matrimonio tra Bosio e l'ultima discendente della suddetta famiglia, Cecilia. Il primogenito della coppia, conte Guido II, promosse una ristrutturazione e ampliamento della struttura, che ebbe luogo tra il 1488 e il 1489. Venne realizzata una nuova chiesa che inglobò la precedente. Dopo aver vissuto gli ultimi anni della sua vita nel convento vi fu sepolto nel 1508. Ai frati lasciò un generoso lascito.
La chiesa odierna risale al 1762, quando venne rifatta demolendo le precedenti.
Dalla chiusura del convento dei Frati minori francescani fino all'inizio del 1991, la chiesa della Santissima Trinità e l'annessa cappella di Santo Stefano protomartire sono gestite dalla parrocchia e dalla Diocesi di Pitigliano-Sovana-Orbetello.
Dopo alcuni anni di chiusura ed abbandono, i due edifici religiosi sono stati interessati da un'importante opera di restauro, dal 2012 al 2013, a cura della Circoscrizione vescovile e della Conferenza Episcopale Italiana. Hanno partecipato ai lavori anche la parrocchia di Selva, il comune di Santa Fiora e molti volontari del paese coordinati dall'"Associazione Culturale per la Selva" e dalla "Confraternita di Misericordia di Selva".
La chiesa ristrutturata è stata inaugurata con una solenne messa dal vescovo Guglielmo Borghetti il 25 agosto 2013.

## Descrizione
Il campanile in pietra permette di scorgere la chiesa da lontano, emergendo fra gli alti abeti bianchi del cosiddetto bosco dei frati.
La facciata presenta un portico a cinque arcate, tipico delle strutture meta di pellegrinaggi, sovrastato da un finestrone dipinto. A sinistra si accede nella cappella di Santo Stefano, mentre a destra vi è l'ingresso al convento. Una lapide collocata accanto al portone ricorda gli abitanti di Selva caduti nella grande guerra. Un'altra epigrafe, sopra un portoncino che conduce nei locali del monastero, ricorda il Granduca di Toscana Leopoldo II di Asburgo Lorena che visitò il luogo nel maggio 1846. La controporta in legno di castagno, apprezzabile manufatto decorato a intarsio, risale al 1891.
All'interno l'altare maggiore è sormontato da un crocifisso con una grande corona seicentesca, sorretta da alcune colonne. Nella navata sinistra si trova la sepoltura del conte Guido Sforza, con un epitaffio e un busto in bassorilievo.
Fra i dipinti presenti si distinguono, nella navata sinistra, la pala d'altare settecentesca raffigurante san Pasquale Baylon in adorazione davanti all'eucaristia e la tavola di Girolamo di Benvenuto da Siena con l'Assunzione della Vergine coi santi Girolamo, Tommaso e Francesco, dove in secondo piano si scorge il committente Guido Sforza in preghiera e la costa maremmana.
Sull'altare centrale della navata destra, la pala di terracotta robbiana raffigurante la Trinità, proveniente dalla chiesa sforzesca. Degni di menzione sono anche i confessionali lignei, di recente restaurati.
Dietro l'altare maggiore si trova un interessante coro in legno , al quale si accede dalla sala in fondo alla navata destra.
In questa sala, antistante alla sagrestia, è collocata la teca murata che contiene la parte superiore del teschio del "serpente" di cui narra una nota leggenda ambientata alla fine del Quattrocento, secondo la quale nel territorio viveva un presunto drago, detto anche "orrido serpente" o "cifero serpente" (probabilmente un coccodrillo fuggito dalla peschiera di Santa Fiora), seminatore di panico fra la popolazione, che fu abbattuto dal conte Guido II di Santa Fiora nella zona ancora oggi chiamata "Fosso Serpentaio", poco distante dal convento.

## La fonte
Presso il convento è visibile una fonte, detta "Fonte del Papa". Secondo la leggenda papa Pio II, gravemente malato, avrebbe bevuto da questa fonte e ne sarebbe miracolosamente guarito.